# Страєн 9
Страєн 9 (англ. Stryen 9) — індіанська резервація в Канаді, у провінції Британська Колумбія, у межах регіонального округу Томпсон-Нікола.

## Населення
За даними перепису 2016 року, індіанська резервація нараховувала 71 особу, показавши скорочення на 5,3%, порівняно з 2011-м роком. Середня густина населення становила 28,1 осіб/км².
З офіційних мов обидвома одночасно не володів жоден з жителів, тільки англійською — 70. Усього 5 осіб вважали рідною мовою не одну з офіційних.
Працездатне населення становило 30% усього населення, усі були зайняті.

## Клімат
Середня річна температура становить 7,7°C, середня максимальна – 21,1°C, а середня мінімальна – -9,1°C. Середня річна кількість опадів – 510 мм.
| Клімат поселення                              | Клімат поселення | Клімат поселення | Клімат поселення | Клімат поселення | Клімат поселення | Клімат поселення | Клімат поселення | Клімат поселення | Клімат поселення | Клімат поселення | Клімат поселення | Клімат поселення | Клімат поселення |
| Показник                                      | Січ.             | Лют.             | Бер.             | Квіт.            | Трав.            | Черв.            | Лип.             | Серп.            | Вер.             | Жовт.            | Лист.            | Груд.            |                  |
| Середній максимум, °C                         | 3,05             | 5,85             | 9,67             | 13,44            | 17,56            | 21,10            | 20,74            | 20,98            | 16,60            | 10,96            | 4,84             | 0,86             |                  |
| Середня температура, °C                       | −3,04            | −0,25            | 3,58             | 7,35             | 11,46            | 15,00            | 17,88            | 18,13            | 13,74            | 8,10             | 2,00             | −1,98            |                  |
| Середній мінімум, °C                          | −9,13            | −6,34            | −2,52            | 1,25             | 5,36             | 8,91             | 15,04            | 15,27            | 10,90            | 5,25             | −0,86            | −4,84            |                  |
| Норма опадів, мм                              | 69               | 42               | 36               | 24               | 31               | 32               | 28               | 27               | 29               | 47               | 72               | 73               |                  |
| Середньомісячна швидкість вітру, м/с          | 2.03             | 2.10             | 2.40             | 2.65             | 2.48             | 2.40             | 2.20             | 2.00             | 1.80             | 1.96             | 2.07             | 2.03             |                  |
| Середньомісячна сонячна радіація, кДж/м²·день | 3278             | 6480             | 10810            | 15832            | 19455            | 21065            | 21932            | 18793            | 13232            | 7428             | 3642             | 2570             |                  |
| --------------------------------------------- | ---------------- | ---------------- | ---------------- | ---------------- | ---------------- | ---------------- | ---------------- | ---------------- | ---------------- | ---------------- | ---------------- | ---------------- | ---------------- |
| Джерело:                                      |                  |                  |                  |                  |                  |                  |                  |                  |                  |                  |                  |                  |                  |